# Pe Ell

Ta mapa pokazuje obszar w hrabstwie Lewis w stanie Waszyngton, z zaznaczeniem Pe Ell na czerwono.

Pe Ell – miasto w Stanach Zjednoczonych, w stanie Waszyngton, w hrabstwie Lewis.